# Luigi Brignoli

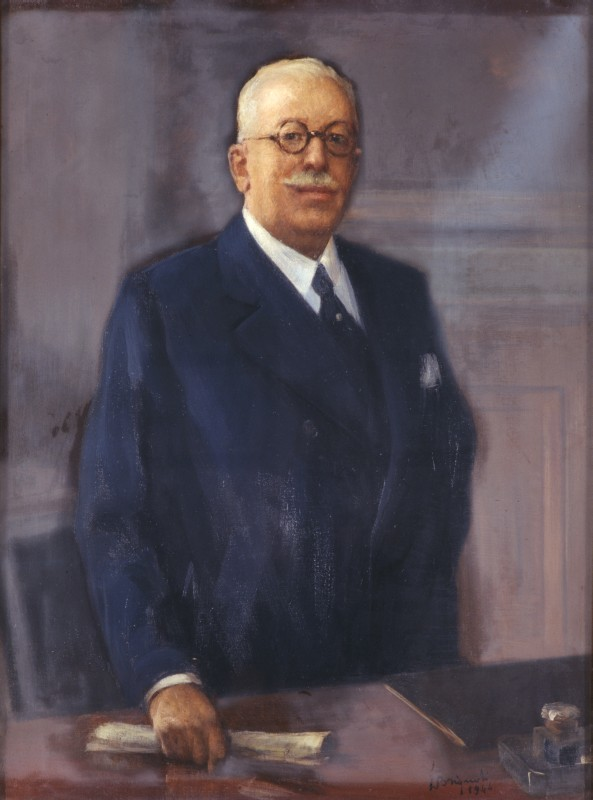
L.Brignoli
ritratto del marchese avvocato Giuseppe De' Capitani d'Arzago
1946 (Fondazione Cariplo)

Luigi Brignoli (Palosco, 18 aprile 1881 – Bergamo, 1952) è stato un pittore italiano.

## Biografia
Luigi Brignoli frequenta i corsi dell'Accademia Carrara di Bergamo come allievo di Cesare Tallone e Ponziano Loverini e, per due anni, quelli dell'Accademia di Brera a Milano. 
Partecipa nel frattempo a numerose mostre, tra le altre espone due volte nel 1907 e nel 1926 alla Esposizione internazionale d'arte di Venezia è apprezzato per i suoi paesaggi di tradizione lombarda ed è molto stimato come ritrattista.
Già quarantenne è attratto dal nord Africa e, nel 1922, è con Giorgio Oprandi in Algeria, a Biskra, dove dipinge per molti mesi. Poi, nel 1923, si sposta in Tunisia, per fare poi ritorno in patria nello stesso anno ed esporre con successo al Circolo Artistico Bergamasco i suoi lavori di pittura orientalista eseguiti in Africa. 

Come pittore orientalista Brignoli rifugge da forme di retorica esotica, ma rivive il nuovo ambiente con attenta ricerca dei colori e del paesaggio.
Nel 1926, con Angiolo Alebardi, espone alla Galleria Pesaro di Milano.
Nello stesso anno succede al suo maestro Loverini nella direzione dell'Accademia Carrara di Bergamo, carica che conserverà fino al 1945, quando sarà sostituito da Funi. Nel medesimo anno sposò Anita Taramelli, con la quale trascorse il resto dei suoi giorni. Anita gli fu da compagna di viaggio in Belgio, Olanda, Sardegna e in Africa.
Del maggio 1934 è la mostra personale Tripolitania, promossa dal Circolo Artistico Bergamasco. Nel 1942 tiene una mostra alla Permanente di Milano con Cugusiini e Della Foglia.